# Caroline Monnet
Caroline Monnet est une artiste multidisciplinaire d’origine algonquine et française, connue pour son travail se développant dans les médiums de la vidéo, de la sculpture et de l’installation.

## Biographie
Caroline Monnet est une artiste de Gatineau basée à Montréal dont la démarche artistique explore son double héritage (père français et mère anichinabée) puisqu’elle a grandi entre les cotes celtiques de Douarnenez, en France (où elle prend conscience de la réalité autochtone en voyant le documentaire Kanehsatake : 270 ans de résistance d’Alanis Obomsawin) et le territoire algonquien de la région de l’Outaouais au Québec.   
En 2006, elle s'installe à Winnipeg pour ses études. Sa carrière de cinéaste débute en 2009 avec le court-métrage Ikwé, présenté en première au Festival International du film de Toronto (TIFF).   
L'année suivante, la galerie Urban Shaman Contemporary Aboriginal Art, de Winnipeg, organise sa première exposition, RESERVE(d). Un an plus tard, elle présente Anomalia, des sérigraphies au contenu critique, cette fois à la galerie Golden City Fine Art, toujours à Winnipeg.  
Elle réalise ensuite Gephyrophobia, sur les tensions intercommunautaires, en 2012, film projeté à Paris, au Palais de Tokyo dans le cadre des Rencontres Internationales Paris/Berlin/Madrid. Elle s'installe à Montréal en 2013 où elle a réalise Roberta, son premier court-métrage de fiction, avec Marie Brassard et Julien Morin, dans lequel elle raconte l’histoire d’une femme qui s’ennuie et plonge dans l’alcool pour oublier que son mari la trompe.
En 2014, elle expose sa première sculpture Amik (waa) à Winnipeg. En 2015, elle retourne au TIFF pour y présenter Mobilize, un portrait des autochtones des années 60 et 70. Au festival FanTasia, elle projette La mallette noire, l’histoire de deux enfants ayant subi le traumatisme des pensionnats pour Autochtones.
En 2016, elle expose à AXENÉO7, à Gatineau, Dans l’ombre de l’évidence, sur les femmes autochtones disparues. 
Son exposition Au nom du progrès présentée à la galerie Division en 2018 est remarquée. Plusieurs institutions acquièrent ses œuvres. En 2015, elle gagne un prix Golden Sheaf au Festival du film de Yorkton pour le meilleur film expérimental avec Mobilize, utilisant des archives de l’Office national du film du Canada, avec une bande sonore de la chanteuse inuit Tanya Tagaq,. Elle est aussi nommée pour un Prix Écrans Canadiens pour le meilleur court-métrage dramatique avec Roberta (2014) et le meilleur court-documentaire pour Tshiuetin (en) (2016).
Son premier long-métrage, intitulé Bootlegger, produit par Microclimat Films, a été sélectionné en 2016 pour le marché de la co-production du CineMart et de la Berlinale,. En 2016, elle est choisie pour la prestigieuse résidence de la Cinéfondation du Festival de Cannes à Paris.  
Elle est une des cofondatrices du premier centre d'artistes autochtones au Québec, le Centre d’art daphne. Le centre est cofondé par les artistes Skawennati, Hannah Claus et Nadia Myre. 
En 2020, elle a participé à la rédaction du livre D’horizons et d’estuaires : entre mémoires et créations autochtones, où il est question de l’avenir de l’art autochtone au Québec .

## Formation
Caroline Monnet est détentrice d’un baccalauréat en communication et sociologie de l’Université d’Ottawa et elle a aussi étudié à l’Université de Grenade, en Espagne. Elle est une ‘’alumnus’’ de la Berlinale Talent Campus et du TIFF Talent Lab en 2016. Elle est principalement une artiste autodidacte.

## Techniques et matériaux
Son travail se démarque par l’usage de matériaux industriels, combinant le vocabulaire visuel des cultures traditionnelles autochtones à l’imagerie populaire contemporaine pour créer des formes hybrides à l’esthétique unique, proche du modernisme abstrait.

## Thématiques
À travers les médiums du film, de la peinture et de la sculpture, Caroline Monnet propose une approche culturelle et personnelle célébrant la communauté, l’identité et la mémoire non conventionnelle par une relecture des expressions culturelles,. Elle met en scène la dualité de son identité sociale, politique et spirituelle pour développer un cadre critique explorant l’influence de l’histoire orale, des anciens modes de vie et de l’héritage générationnel. 
Elle s’intéresse également à la question de la représentation de l’autochtone à travers différents médias (photographie, cinéma) et plus particulièrement au potentiel transformateur de l’autoreprésentation des autochtones par les autochtones et pour les autochtones, en particulier les femmes. Cette idée se retrouve notamment dans les œuvres  History Shall Speak for Itself (2018) et Renaissance (2018), ainsi que dans les courts-métrages Créatura Dada (2016) et Portrait of an Indigenous Woman (2014), travaux où elle s’allie avec d’autres femmes des Premières Nations (entre autres : Alanis Obomsawin, Dominique Pétin et Nadia Myre) afin de (re)définir l’image de la femme autochtone, loin du regard européen, souvent réducteur et catégorisant, qui a été projeté sur elle . 
Dans les courts-métrages Mobilize (2015) et Tshiuetin (2016), elle évoque également la prise en main des autochtones par et pour les autochtones, que ce soit par la manipulation d’images d’archives de l’ONF avec Mobilize ou bien par la création d’une ligne de chemin de fer appartenant uniquement à des autochtones, la ligne de transport ferroviaire Tshiuetin .

## Filmographie
- 2009 : Ikwé
- 2010 : Warchild
- 2010 : Tashina
- 2012 : Gephyrophobia
- 2014 : Roberta (en)
- 2014 : The Black Case
- 2015 : Mobilize
- 2016 : Creatura Dada
- 2016 : Tshiuetin (en)
- 2017 : Emptying the Tank
- 2021 : Bootlegger[24]

## Expositions

### Individuelles
- 2024
  - Resilient to the Bones (Setareh Berlin, Berlin, Allemagne)[25]
- 2021
  - Ninga Mìnèh, (Musée des beaux-arts de Montréal)[26]

### Collectives
- 2019
  - Biennale du Whitney Museum of American Art, New York[27]

## Collections
- Musée des beaux-arts du Canada (Ottawa, Ontario, Canada)[28]
- Musée national des beaux-arts du Québec (Québec, Canada)[29]
- Centre d’art Banff (Banff, Canada)
- Collection Majudia (Montréal, Canada)
- Collection Alexandre Taillefer (Montréal, Canada)
- Héritage et tourisme (Winnipeg, Canada)
- Centre d’art autochtone (Ottawa, Canada)
- Musée d'art contemporain de Montréal (Montréal, Canada)[30]

## Prix et distinctions
- 2017: Hnatyshyn Foundation REVEAL Indigenous Art Awards[31]
- 2020: Prix Pierre-Ayot[32]
- 2020: Prix Sobey pour les arts[33]
- 2023 : Compagne de l'Ordre des arts et des lettres du Québec[34]
- 2023: Sundance Merata Mita Fellowship[35]